# Rutana
Rutana es una ciudad de Burundi, la capital de la Provincia de Rutana. Cuenta con 23 654 habitantes (2012). Tiene una superficie de 255,31 km², equivale al 13% de la superficie de la provincia y el 0,91% de la superficie del país.

## Demografía
La ciudad cuenta con 23 654 habitantes.
| 1990   | 2012   |
| ------ | ------ |
| 14 100 | 23 654 |